# جيرالد أيرونز
جيرالد أيرونز (بالإنجليزية: Gerald Irons)‏ هو لاعب كرة قدم أمريكية أمريكي، ولد في 2 مايو 1947 في غاري في الولايات المتحدة.

## وصلات خارجية
- جيرالد أيرونز على موقع مرجع كرة القدم المحترفة.كوم (الإنجليزية)